# مترويد برايم
مترويد برايم (بالإنجليزية: Metroid Prime)‏ هي لعبة حركة ومغامرة طُورت بواسطة ريترو ستوديوز ونينتندو لجهاز غيم كيوب . مترويد برايم هي اللعبة الرئيسية الخامسة في سلسلة مترويد ، وأول لعبة مترويد تستخدم رسومات الكمبيوتر ثلاثية الأبعاد التي يتم لعبها من منظور الشخص الأول. نظرًا لأن الاستكشاف له الأسبقية على القتال ، تصنف نينتندو اللعبة على أنها مغامرة من منظور الشخص الأول وليست لعبة تصويب من منظور الشخص الأول. تم إصدارها في أمريكا الشمالية في نوفمبر 2002 ، وفي اليابان وأوروبا في العام التالي. في نفس يوم إطلاقها في أمريكا الشمالية ، أصدرت نينتندو أيضًا لعبة مترويد فيوشن لجهاز غيم بوي أدفانس ، بمناسبة عودة سلسلة مترويد بعد توقف دام ثماني سنوات بعد سوبر مترويد.
مترويد برايم هو أول جزء من ثلاثة أجزاء من قصة برايم ، والتي تدور أحداثها بين لعبة مترويد و لعبة مترويد II: ريترن أوف ساموس مثل الألعاب السابقة في السلسلة ، لدى اللعبة بيئة خيال علمي حيث يتحكم اللاعبون في صائد الجوائز ساموس أران. القصة تتبع ساموس وهي تقاتل قراصنة الفضاء وتجاربهم البيولوجية على كوكب تالون الرابع. كانت اللعبة عبارة عن تعاون بين موظفي ريترو في أوستن ، تكساس ، وموظفي نينتندو اليابانيين ، بما في ذلك المنتج شيغيرو مياموتو ، الذي اقترح المشروع بعد زيارة مقر ريترو في عام 2000.
حازت اللعبة على ثناء النقاد ونجاح تجاري ، حيث بيعت أكثر من مليون وحدة في أمريكا الشمالية وحدها.  فازت بعدد من جوائز لعبة السنة ، ويعتبرها العديد من النقاد واللاعبين واحدة من أعظم ألعاب الفيديو على الإطلاق ، وتبقى واحدة من أعلى الألعاب تقييمًا على ميتاكريتيك. في عام 2009 ، تم إصدار نسخة محسنة لجهاز وي كلعبة قائمة بذاتها في اليابان ، وكجزء من كولكشن مترويد برايم: تريلوجي دوليًا.[بحاجة لمصدر]

## نظام اللعب
مترويد برايم هي لعبة حركة ومغامرة ثلاثية الأبعاد يتحكم فيها اللاعبون في بطل السلسلة ساموس أران من منظور الشخص الأول، على عكس الألعاب السابقة لسلسلة مترويد، مع عناصر الشخص الثالث المستخدمة في وضع كرة مورف. تتضمن طريقة اللعب حل الألغاز للكشف عن الأسرار ، والقفز على المنصة ، وإطلاق النار على الأعداء بمساعدة آلية «القفل» التي تسمح بالقصف الدائري أثناء الاستمرار في استهداف العدو.
يجب أن تسافر ساموس عبر عالم تالون الرابع بحثًا عن اثنتي عشرة قطعة أثرية من تشوزو ستفتح الطريق إلى فوهة تأثير نيزك فازون، بينما تجمع معززات الطاقة التي تتيح لها الوصول إلى مناطق جديدة. بدلة فايرا ، على سبيل المثال ، تحمي درع ساموس من درجات الحرارة المرتفعة ، مما يسمح لها بدخول المناطق البركانية. يتم الحصول على بعض العناصر بعد معارك الرؤساء. يجب جمع العناصر بترتيب معين ؛ على سبيل المثال ، لا يمكن للاعبين الوصول إلى مناطق معينة حتى يعثروا على شعاع معين لفتح الأبواب، أو يكتشفون ذخائر جديدة للتغلب على الرؤساء. يتم تحفيز اللاعبين على الاستكشاف للعثور على ترقيات مثل حزم الذخيرة والصحة الإضافية.
شاشة العرض الرأسية، التي تحاكي خوذة ساموس من الداخل، وتتميز بشاشة عرض رادار ، وخريطة ، وذخيرة للصواريخ ، ومقياس صحة ، ومقياس خطر للتفاوض على المناظر الطبيعية أو المواد الخطرة ، وشريط صحة وعرض أسماء الرؤساء . يمكن تغيير العرض بتبادل الأقنعة ؛ يستخدم أحدهما التصوير الحراري ، والآخر لديه رؤية بالأشعة السينية ، والآخر يتميز بماسح ضوئي يبحث عن نقاط ضعف العدو ويتفاعل مع آليات مثل مجالات القوة والمصاعد. تقدم اللعبة نظام تلميح يوفر للاعب أدلة حول طرق التقدم خلال اللعبة.
يمكن للاعبين الحصول على ميزتين من خلال توصيل لعبة برايم بلعبة مترويد فيوشن باستخدام كابل رابط غيم بوي أدفانس لجهاز الجيم كيوب: الاستخدام التجميلي لبدلة فيوشن التي يرتديها ساموس في فيوشن والقدرة على لعب لعبة مترويد الأصلية.

## التقييم
أصبحت مترويد برايم واحدة من أكثر الألعاب مبيعًا على غيم كيوب. كانت ثاني أكثر الألعاب مبيعًا في نوفمبر 2002 في أمريكا الشمالية ، بعد غراند ثيفت أوتو: فايس سيتي ؛  تم بيع 250000 وحدة في الأسبوع الأول من إصدارها. اعتبارًا من يوليو 2006 ، باعت اللعبة أكثر من 1.49 مليون نسخة في الولايات المتحدة وحدها ، وحققت أكثر من 50 مليون دولار أمريكي. كانت أيضًا ثامن لعبة غيم كيوب الأكثر مبيعًا في أستراليا. تم بيع أكثر من 78000 نسخة في اليابان،  وأضافت نينتندو اللعبة إلى خط اختيار اللاعب في منطقة بال.
لاقت مترويد برايم إشادة من النقاد. منحت إلكترونك غيمنغ مونثلي اللعبة درجة مراجعة مثالية. فازت بالعديد من جوائز لعبة السنة وتم الإشادة بها لرسوماتها التفصيلية ، وتأثيراتها الخاصة ، وبيئاتها المتنوعة ، وتأثيرات صوتية وموسيقى تصويرية مزاجية ، تصميم المستوى ، أجواء غامرة وطريقة لعب مبتكرة تتمحور حول الاستكشاف على النقيض من ألعاب الحركة مثل هيلو،  مع البقاء وفيا لصيغة مترويد. تضمنت الانتقادات مخطط التحكم غير المعتاد ، وعدم التركيز على القصة ، والتراجع المتكرر. اعتبرت شركة غيم إنفورمر نظام التحكم محرجًا ، وقارنت إنترتينمنت ويكلي اللعبة بـ «لعبة أركيد من تسعينيات القرن الماضي ، مليئة بأعلى سلاسل المعارك ، وتأثيرات بصرية مذهلة - وحبكة ضعيفة جدًا» ، وذكرت غيم برو أن عديم الخبرة اللاعبين «قد يجدون صعوبة في إعادة زيارة نفس الأماكن القديمة مرارًا وتكرارًا». في عام 2004 ، أظهر العد التنازلي لألعاب الفيديو مرشح أن اللعبة لديها أفضل رسومات على الإطللاق.

ظهرت مترويد برايم في عدة قوائم لأفضل الألعاب ؛ احتلت المرتبة 23 في قائمة أفضل 100 لعبة آي جي إن،  والمرتبة 29 في قائمة 100 لعبة اختارها مستخدمو غيم فاكس،  والمرتبة 10 في «أفضل 200 لعبة نينتندو على الإطلاق» من نينتندو باور. صنفت آي جي إن مترويد برايم كأفضل لعبة على غيم كيوب،  بينما احتلت من غيم سباي المرتبة الثالثة في قائمة مماثلة ، خلف ذا ليجند أوف زيلدا: ذا ويند وايكر وريزدنت إيفل 4. كما صنفت نينتندو باور مترويد برايم باعتبارها سادس أفضل لعبة في العقد الأول من القرن الحادي والعشرين. صنفت وايرد اللعبة في المرتبة العاشرة في قائمة «الألعاب الخمسة عشر الأكثر تأثيرًا في العقد» لتعميمها «الاستكشاف وحل الألغاز والمنصات والقصة» بين الرماة من منظور الشخص الأول ، قائلة إن اللعبة «تكسر النوع الخالي من براثن الموت». تابع كاتب وايرد. «أخذ عنوان غيم كيوب هذا خطوة كبيرة إلى الأمام لألعاب منظور الشخص الأول.» أصبحت مترويد برايم أيضًا شائعًا بين اللاعبين في الجري السريع ؛ تم تشكيل مجتمعات متخصصة لمشاركة هذه السباقات السريعة.
| مجموع النقاط           | مجموع النقاط        |
| المجموع                | نقاط                |
| ---------------------- | ------------------- |
| ميتاكريتيك             | 97/100 (70 reviews) |
| نتائج المراجعة         |                     |
| نشرة                   | نقاط                |
| أول غيم                | [ 18 ]              |
| إدج                    | 9/10                |
| إلكترونك غيمينغ مونثلي | 10/10               |
| غيم إنفورمر            | 9.5/10              |
| غيم سبوت               | 9.7/10              |
| غيم سباي               | 96/100              |
| آي جي إن               | 9.8/10              |
| نينتندو باور           | [ 25 ]              |

| جوائز                          | جوائز                                                                    |
| نشرة                           | جائزة                                                                    |
| ------------------------------ | ------------------------------------------------------------------------ |
| آي جي إن                       | Editor's Choice, 2002 Best GameCube Game 2002 Game of the Year runner-up |
| غيم سبوت                       | Editor's Choice, 2002 Game of the Year                                   |
| غيم سباي                       | 2002 Game of the Year                                                    |
| إلكترونك غيمينغ مونثلي         | Platinum Award, Game of the Year (2002)                                  |
| نينتندو باور                   | Game of the Year (2002)                                                  |
| إدج                            | Editor's Choice, 2002 Game of the Year                                   |
| Interactive Achievement Awards | Console First-Person Action (6th annual)                                 |
| Game Developers Choice Awards  | Game of the Year, Excellence in Level Design (2003)                      |

## أنظر أيضًا
كسر التسلسل

## روابط خارجية
- مترويد برايم على موقع IMDb (الإنجليزية)